# Berliner Chaussee
Berliner Chaussee, Magdeburg-Berliner Chaussee – dzielnica miasta Magdeburg w Niemczech, w kraju związkowym Saksonia-Anhalt.